# Viladecavalls
Viladecavalls (em catalão e oficialmente) ou Viladecaballs (em castelhano) é um município da Espanha, na comarca do Vallès Occidental, província de Barcelona, comunidade autónoma da Catalunha. Tem 20,08 km² de área e em 2021 tinha 7 621 habitantes (densidade: 379,5 hab./km²).